# Cunila
Cunila — рід сильно ароматних кущів, напівкущів чи кореневищних багаторічних трав з простими волосками, поширених у Північній Америці від США до Панами й у Південній Америці в Аргентині, Бразилії, Уругваї, Парагваї.

## Біоморфологічна характеристика
Листки прості, зубчасті (зазвичай дрібно) або цілі. Чашечка актиноморфна або зигоморфна, зрідка 2-губна (3/2), від циліндричної до трубчасто-дзвінчастої, 5-лопатева, частки від дельтоподібних до шилоподібних, горло зазвичай густо волосисте. Віночок від лавандового до білого, слабо зигоморфний до 2-губого (2/3), задня губа зазвичай виїмчаста, передні 3 частки зрідка утворюють губу, але частіше повністю відокремлюються над трубкою, трубка від прямої до трохи вигнутої. Тичинок 2. Горішки еліпсоїдно-трикутні, гладкі, голі. 2n = 28.

## Види
Рід містить 19 видів: 
1. Cunila angustifolia Benth.
2. Cunila crenata García-Peña & Tenorio
3. Cunila fasciculata Benth.
4. Cunila galioides Benth.
5. Cunila incana Benth.
6. Cunila incisa Benth.
7. Cunila jaliscana García-Peña & J.G.González
8. Cunila leucantha Kunth ex Schltdl. & Cham.
9. Cunila lythrifolia Benth.
10. Cunila menthiformis Epling
11. Cunila menthoides Benth.
12. Cunila microcephala Benth.
13. Cunila origanoides (L.) Britton
14. Cunila platyphylla Epling
15. Cunila polyantha Benth.
16. Cunila pycnantha B.L.Rob. & Greenm.
17. Cunila ramamoorthiana M.R.Garcia-Pena
18. Cunila spicata Benth.
19. Cunila tenuifolia Epling